# محمد بن عبد الغني آل جميل
محمد بن المفتي عبد الغني آل جميل، من أعيان وعلماء بغداد، وأسمه محمد بن عبد الغني بن عبد الرزاق بن محمد جميل بن عبد الجليل بن الشيخ القاضي جميل أفندي آل جميل، ولد محمد أفندي في بغداد في 12 ربيع الأول 1251هـ/1831م، وتتلمذ على أعلام زمانه ومنهم داود النقشبندي، وعبد الرحمن الكزبري، والنودهي البرزنجي، وغيرهم، وأخذ عنهُ العلم الكثير من علماء بغداد، وهو من عائلة آل جميل البغدادية المعروفة، وكان لأسرتهِ دور بارز في تاريخ العراق، وأصل سكناهم في بلاد الشام ثم نزحوا عنها وسكنوا في منطقة حديثة في محافظة الأنبار، وبعدها سكنوا مدينة بغداد  ومن أسرتهِ الكثير من العلماء والفضلاء، والذين كان لهم مجلساً للوعظ والأرشاد في مسجد آل جميل في محلة قنبر علي.
شغل محمد آل جميل منصب مدير مديرية المعارف في بغداد وكان إداريا واستاذا مطلعا على الآداب والتاريخ، ومن أولاده عيسى غياث الدين الذي شغل منصب مدير المعارف في بغداد عام 1894، وبعد ذلك صار عضوا في محكمة الاستئناف ثم تولى منصب مجلس إدارة ولاية بغداد.

## وفاته
توفي في بغداد يوم الأثنين 26 رجب 1318هـ/ 19 تشرين الثاني 1900م، ودفن في مقبرة العائلة في حجرة في مسجد آل جميل تقع على يسار الداخل للمسجد.